# Gambesone
Il gambesone, anche noto come gambeson, aketon o farsetto d'arme, è una tunica imbottita o costituita da un gran numero di strati di lino o di cotone, indossata solitamente sotto la cotta di maglia o l'armatura.
Veniva imbottita con fibre grezze, stoppa, lana o con crine di cavallo e spesso presentava inserti in cuoio all'interno.

## Etimologia
Il termine francese gambeson, originariamente wambais, deriva dal termine medievale germanico wambeis, derivante a sua volta dall'arcaico wamba, "stomaco, ventre".
Il termine aketon deriva probabilmente dal francese arcaico alcottonem derivante dall'arabo al-qutn "cotone".
Successivamente prende molti nomi tra cui zuppa (o zuparello) d'arme, bambagione, acton, auqueton, aketon, haqueton, pannzar, vapntreiyu, wambais, wambesium, wambs.

## Storia
Il gambesone europeo può essere fatto risalire al X secolo, ma probabilmente il suo uso è assai più antico: decorazioni di vasi greci raffigurano i persiani coperti con un vestito spugnoso o imbottito.
In Europa venne utilizzato, nelle sue varie forme, almeno fino al XV secolo.
Il suo uso come imbottitura era basilare in quanto cotte e armature non prevenivano alcun trauma da impatto, e la sua lavorazione era studiata anche per offrire una maggior protezione contro le frecce.
La versione realizzata come imbottitura da mettere sotto l'armatura era più sottile di quella utilizzata dai soldati che usavano indossarla senza armatura. Quest'ultima arrivava fino anche a 30 strati e inoltre presentava spesso un alto collare a protezione del collo.
Prove archeologiche evidenziano l'uso del cotone nella fabbricazione del gambesone, ma non sembra essere la regola, dal momento che il cotone era importato dall'India e dall'Asia Minore, quindi costoso e di difficile reperibilità.